# 小田 (つくば市)
小田（おだ）は、茨城県つくば市にある地名。郵便番号は300-4223。

## 地理
つくば市の北部、筑波地区に位置する。小田城跡がある。
東は土浦市、西は北太田・君島、南は大杉・玉取、北は北条・小和田・山口に接している。

### 河川
- 桜川
- 八幡川

### 山
- 宝篋山（標高461m） - 山頂付近に斑状花崗岩が分布する[2]。
- 前山（標高103.2m） - 中粒花崗岩を産出する。小田にある中粒花崗岩製の石造物には、前山の花崗岩が使われたと考えられている[2]。

## 歴史

### 中世まで
小田は鎌倉期から見える地名である。常陸国筑波郡のうち中世を通じて小田氏15代の拠点となった地。南北朝以降には、小田氏の動向とともに史料に多く見えるようになる。南北朝争乱を通じて小田氏の経済的基盤は動揺し、政治的にも佐竹氏に守護職が与えられるなど弱体化が認められる。また、関東管領上杉朝宗の圧迫があり、戦国期に入ってからの小田についてはほとんどが小田氏の攻防戦に関するものである。1569年（永禄12年）小田氏治が手這坂の合戦で佐竹氏に大敗し、小田城は佐竹氏の支配下にはいった。

### 近世
江戸期から1889年（明治22年）にかけて小田村と呼ばれていた。筑波郡のうちはじめ佐竹氏領。1603年（慶長7年）幕府領。1608年（同12年）近江高島藩領。1616年（元和2年）旗本横山氏の知行。1698年（元禄11年）からは土浦藩領。小田城は、佐竹氏国替後に破却され、濠は水田となり、城跡の一部に陣屋が作られた。1803年（享和3年）、桜川に小田河岸が作られ、土浦へ年貢や農作物を運んだ。寺社は曹洞宗竜勝寺のほか真言宗長久寺・同延寿院・浄土宗解脱寺・牛頭天王宮・天満天神宮などがある。
文化面においては、石門心学が普及して1794年（寛政6年）に心学講舎の尽心舎が成立した。小田村出身の農政学者・長島尉信（ながしまやすのぶ）は、農村改革と検地・測量に貢献した。

### 近代
1889年（明治22年）4月1日 、町村制の施行に伴い、小田村、北太田村、小和田村、山口村、平沢村、下大島村、大形村が合併して筑波郡の自治体名「小田村」が発足した。この際、平沢・山口・小和田・小田・北太田・大形・下大島の7つの村が旧村名の大字として継承された。1955年（昭和30年）2月1日、小田村は筑波町の一部となり、町村制時の7つの大字は同町の大字として継承された。。1918年（大正7年）には、国鉄常磐線土浦駅と水戸線岩瀬駅を結ぶ筑波鉄道が開通して常陸小田駅が開設された。

### 現代
1987年（昭和62年）3月31日、筑波鉄道が廃線されるのと同時に常陸小田駅は廃止された。現在、筑波鉄道跡は茨城県道505号桜川土浦潮来自転車道線（つくばりんりんロード）として利用されている。1988年（昭和63年）1月31日つくば市と筑波町が合併し、つくば市大字小田となる。つくば市は、2009年（平成21年）度から7年間かけ、発掘調査成果をもとに城跡中央の本丸跡とその周辺を、中世の小田城を体感できる遺構復元広場と案内所からなる歴史ひろばとして復元整備をした。2016年（平成28年）9月9日、筑波山地域はジオパークに認定され、小田はこれに含まれている。

## 世帯数と人口
2017年（平成29年）8月1日現在の世帯数と人口は以下の通りである。
| 大字 | 世帯数  | 人口    |
| ---- | ------- | ------- |
| 小田 | 750世帯 | 1,919人 |

## 交通

### 路線バス
- 一般路線バス（太字は当地内にあるバス停留所）

| 系統 | 主要経由地                                                                                 | 行先             | 運行会社  |
| ---- | ------------------------------------------------------------------------------------------ | ---------------- | --------- |
|      | 筑波山口・北条・西町入口・小田・宝篋山入口・小田今宿・小田入口・藤沢・一高前・土浦駅       | 筑波山口・土浦駅 | ■関東鉄道 |
|      | 下妻駅・高道祖・北条・西町入口・小田・宝篋山入口・小田今宿・小田入口・藤沢・一高前・土浦駅 | 下妻駅・土浦駅   | ■関東鉄道 |

- コミュニティバス（太字は当地内にあるバス停留所）

| 系統                 | 主要経由地                                           | 行先                             | 運行会社  |
| -------------------- | ---------------------------------------------------- | -------------------------------- | --------- |
| つくバス小田シャトル | 筑波交流センター・小田中部・小田東部・つくばセンター | 筑波交流センター・つくばセンター | ■関東鉄道 |

### 道路
- 国道125号
- 茨城県道53号つくば千代田線
- 茨城県道505号桜川土浦潮来自転車道線（つくばりんりんロード）

## 施設
- 小田保育所[8]
- 小田児童館[8]
- つくば小田郵便局[9]
- 小田城跡歴史ひろば案内所[10]

## 史跡
小田城跡
鎌倉期から戦国期まで小田氏の居城。小田城参照。
国指定史跡
延寿院
延寿院薬師堂（えんじゅいんやくしどう）はつくば市小田3048番地にある薬師堂である。開山は寛永2年（1625年）。江戸時代に小田北西にある冨岡山より移設したものの、明治時代に廃寺となり薬師堂のみが残る。本尊の薬師如来は室町時代の作。天文7年（1538年）造立の五輪塔（県指定文化財）は薬師如来を奉持した妙西尼と称する女人の三十三回忌供養塔であると思われる。明治以降は小田村の役場があった。
極楽寺跡
極楽寺は、起源ははっきりしないが、土浦市の等覚寺の銅鐘の銘「建永」（1206-1207）により、それ以前に創建されたものと思われる。また1252年には奈良西大寺の僧忍性が来訪し、その後10年間滞在した。その際、律宗を広めたことで、関東真言律宗の中心地として栄えた。現在では、極楽寺は荒廃しているものの、指定文化財として指定されている石造地蔵菩薩立像（石造龕を含む）（県指定文化財）や石造五輪塔（市指定文化財）が残されており、小田地区には、これらをはじめ数多くの石像美術品が残っている。
磨崖不動明王立像
12世紀前半に作られた高浮彫の像。作者や目的は不明であるが、この像の背後には高度な仏教文化の存在を推測できる。
市指定文化財。
薬師如来坐像
室町時代に制作された壇像風素木造の仏像。
市指定文化財。
解脱寺
解脱寺（げだつじ）はつくば市小田3146番地にある寺院である。浄土宗。応永5年（1398年）創立と伝えられ、本尊は阿弥陀如来立像（市指定文化財）で室町時代の制作と伝えられている。小田の城下を離れた小田橋近傍にあったものが、小田城廃城後に現在地に移されたという伝承がある。
長久寺
長久寺（ちょうきゅうじ）はつくば市小田2716番地にある寺院である。真言宗。長禄3年（1459年）に創立され、慶長5年（1600年）に佐竹氏家臣の小場義成と共に移ってきたと伝えられている。鎌倉・室町時代の密教絵画、両界曼荼羅図（市指定文化財）、薬師三尊十二神将像（市指定文化財）、五大明王像（市指定文化財）が所蔵されている。境内にある石造灯籠（県指定文化財）は鎌倉時代の傑作であり、鎌倉にも現存するものがない今日、極めて貴重。
龍勝寺
龍勝寺（りゅうしょうじ）はつくば市小田2774番地にある寺院である。曹洞宗。佐竹氏家臣である梶原昌景が在城の頃に再建。いかにも禅宗寺院にふさわしい八脚楼門である山門は文化13年（1803年）の建立。境内に小田氏8代孝朝の墓と伝えられる五輪塔がある。
龍虎図（市指定文化財）
鷹図（市指定文化財）
達磨図（市指定文化財）
十八羅漢図（市指定文化財）
八幡神社
八幡神社（はちまんじんじゃ）はつくば市小田4715番地にある八幡宮である。祭神は応神天皇。 創建は万治3年（1660年）。小田氏が源氏に改正したことで創建されたようである。もとは甲山にあったと旧記に伝えられる。
天満神社
天満神社（てんまんじんじゃ）はつくば市小田2732番地にある天満宮である。
八坂神社
八坂神社（やさかじんじゃ）はつくば市小田3088番地にある神社である。氏神社として江戸初期、慶安4年(1651)の創建。現在の社殿は享保10年(1725)再建されたもの。
団子石
丸い石に地蔵像が2体並んで彫り込まれている。現在は宝篋山旧参道入口横の個人宅の庭先にある。
後生車
中央付近にある丸い石板を回して死者への供養や来世を平穏に過ごすための祈りを行う。
大師堂
大師堂とは、前山の中腹にある、88体の石仏像と御堂である。
三村山不殺生界碑
1253年（建長5年）に建立された結界石。平沢産の平沢石（雲母片岩）が使われている。
宝篋印塔
鎌倉時代に宝篋印陀羅尼経の趣旨にそって造られた、宝篋山の山頂にある石塔。県指定文化財。

## ギャラリー

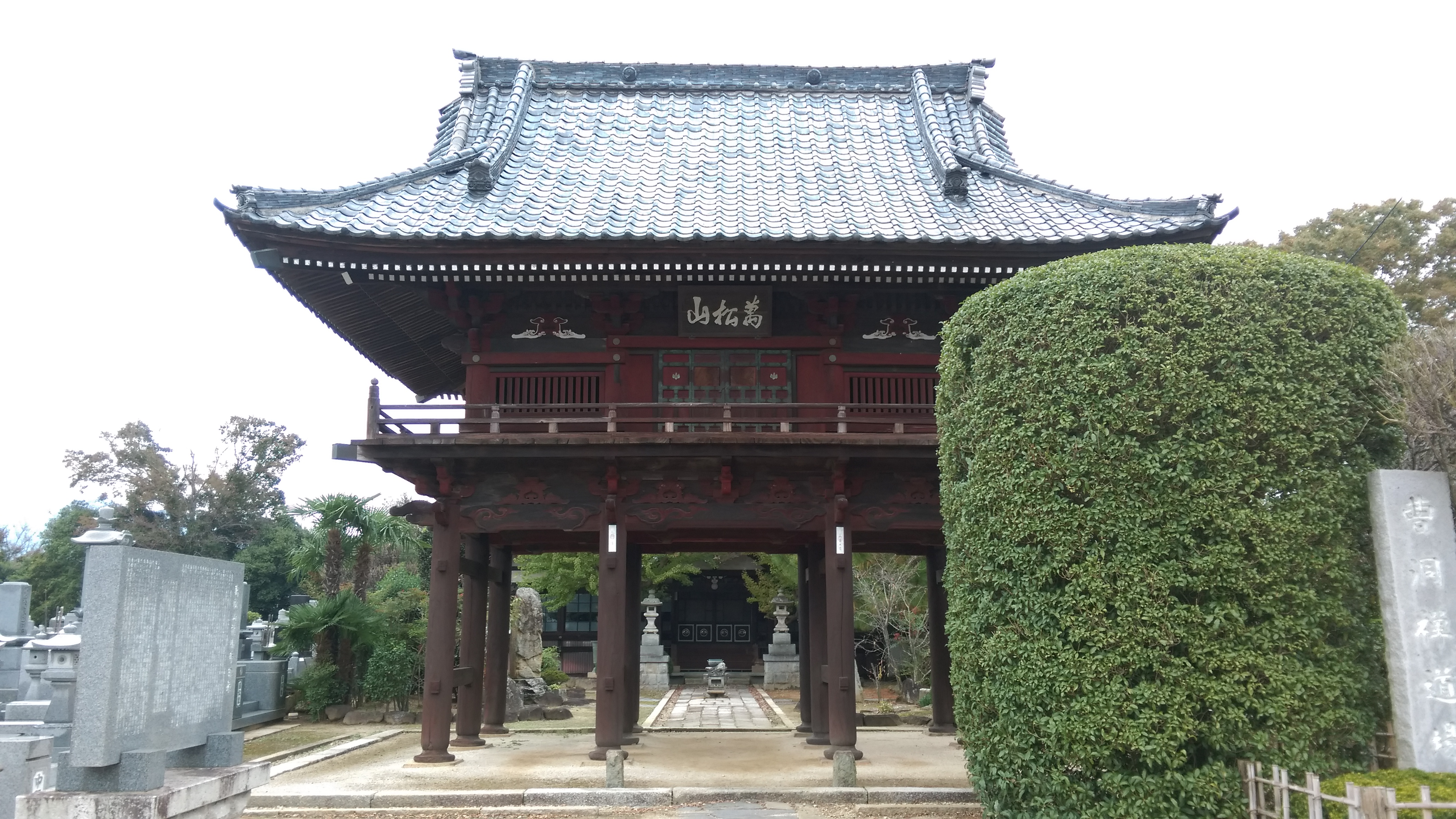
龍勝寺山門
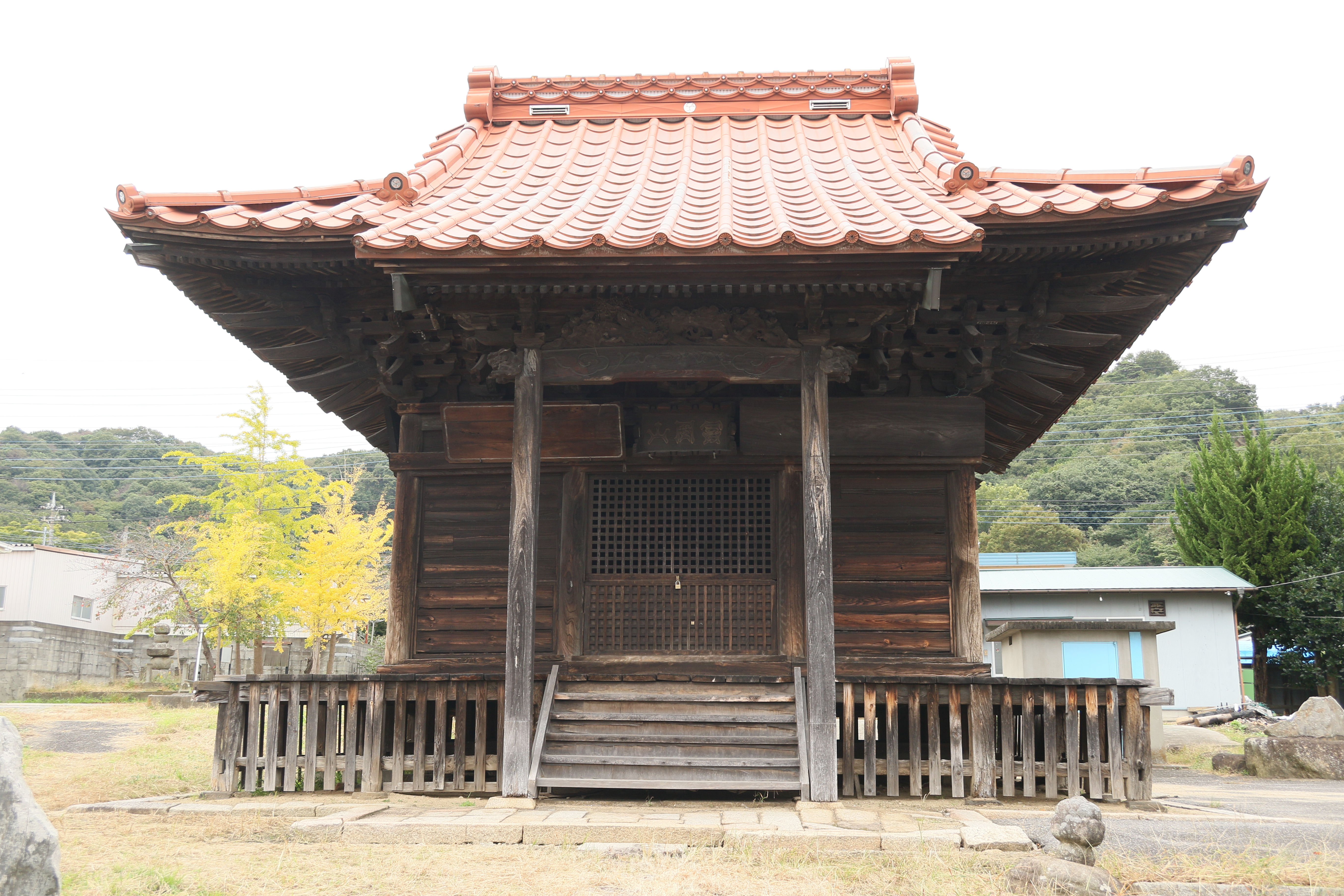
延寿院薬師堂
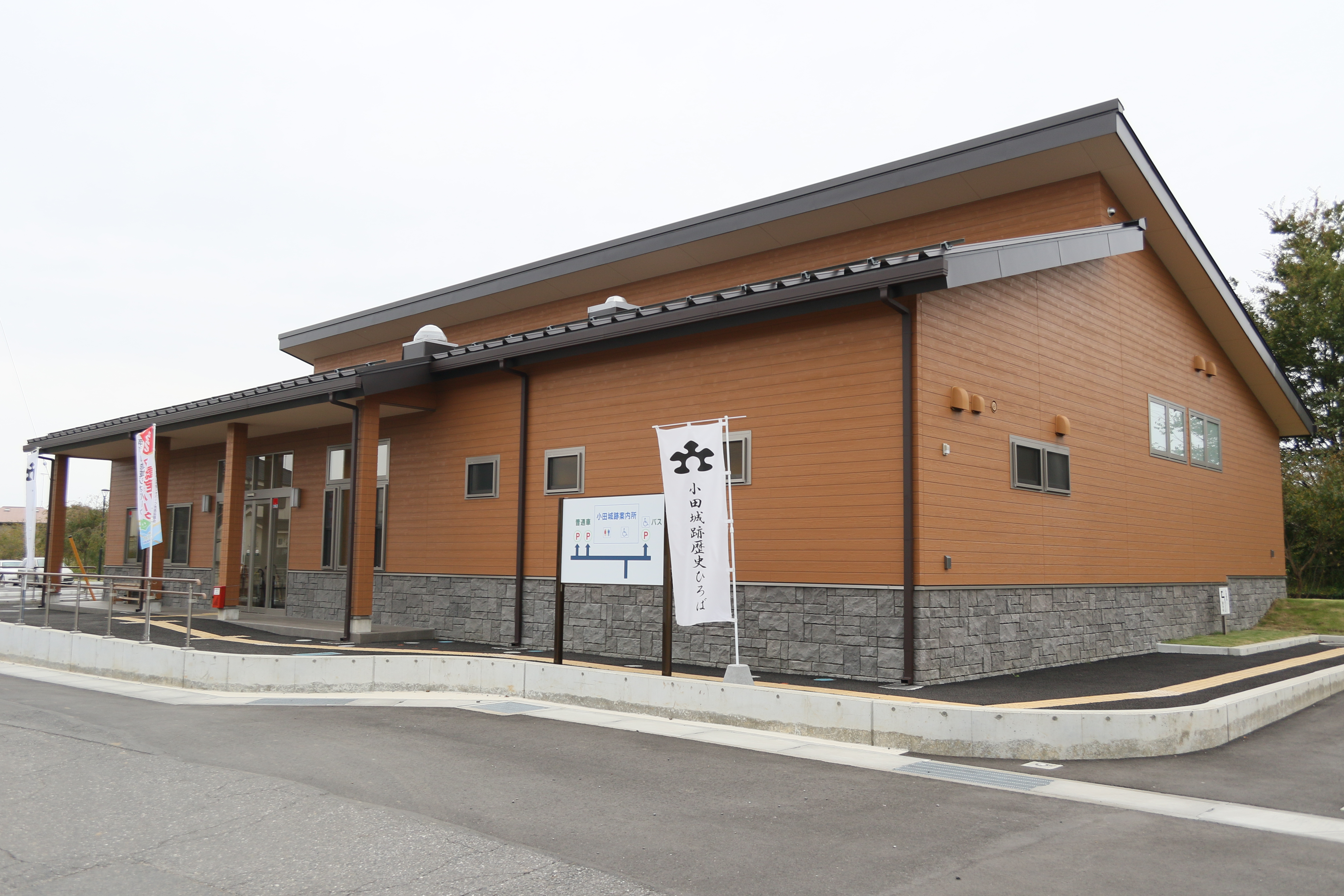
小田城跡歴史ひろば案内所
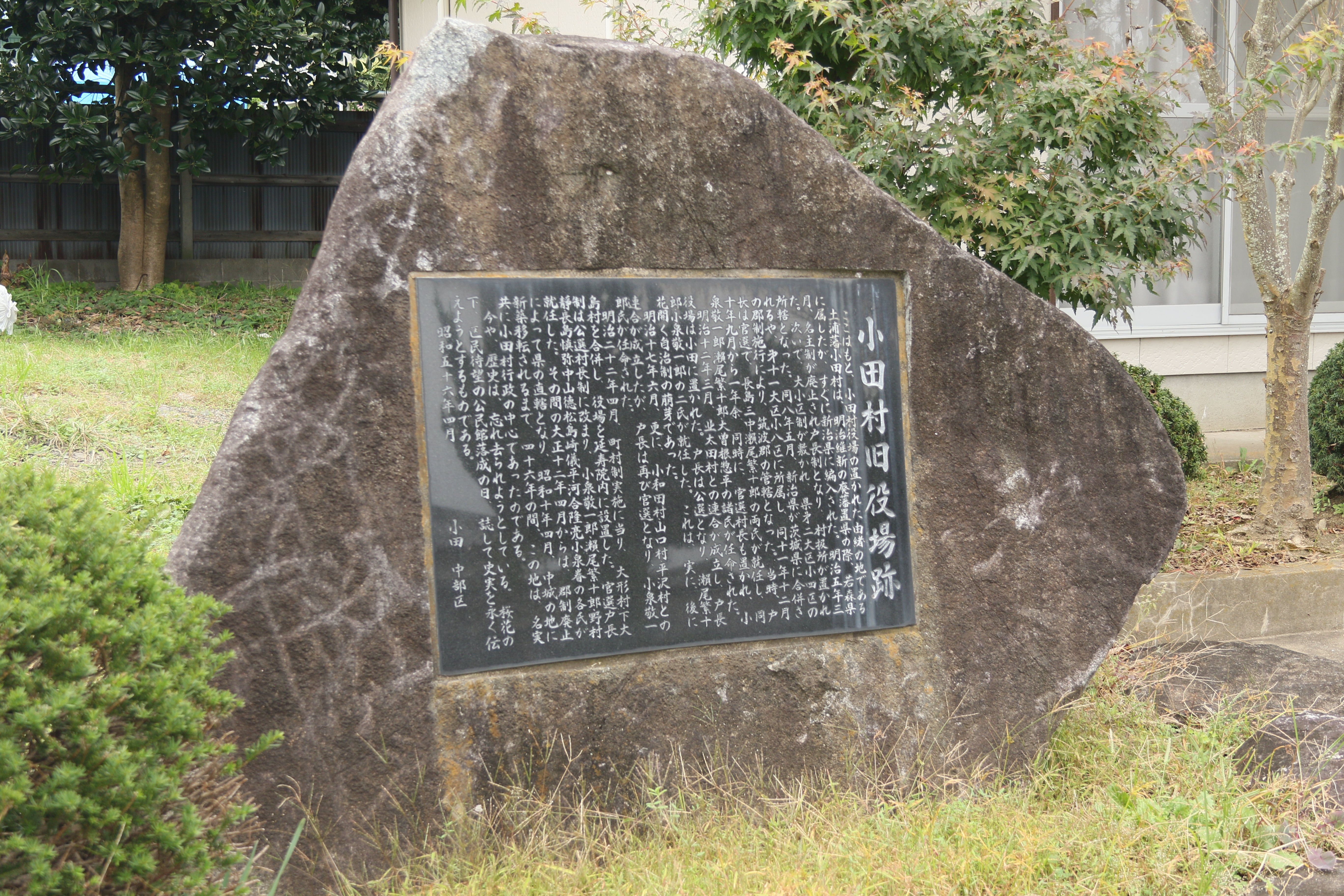
小田村役場跡の碑
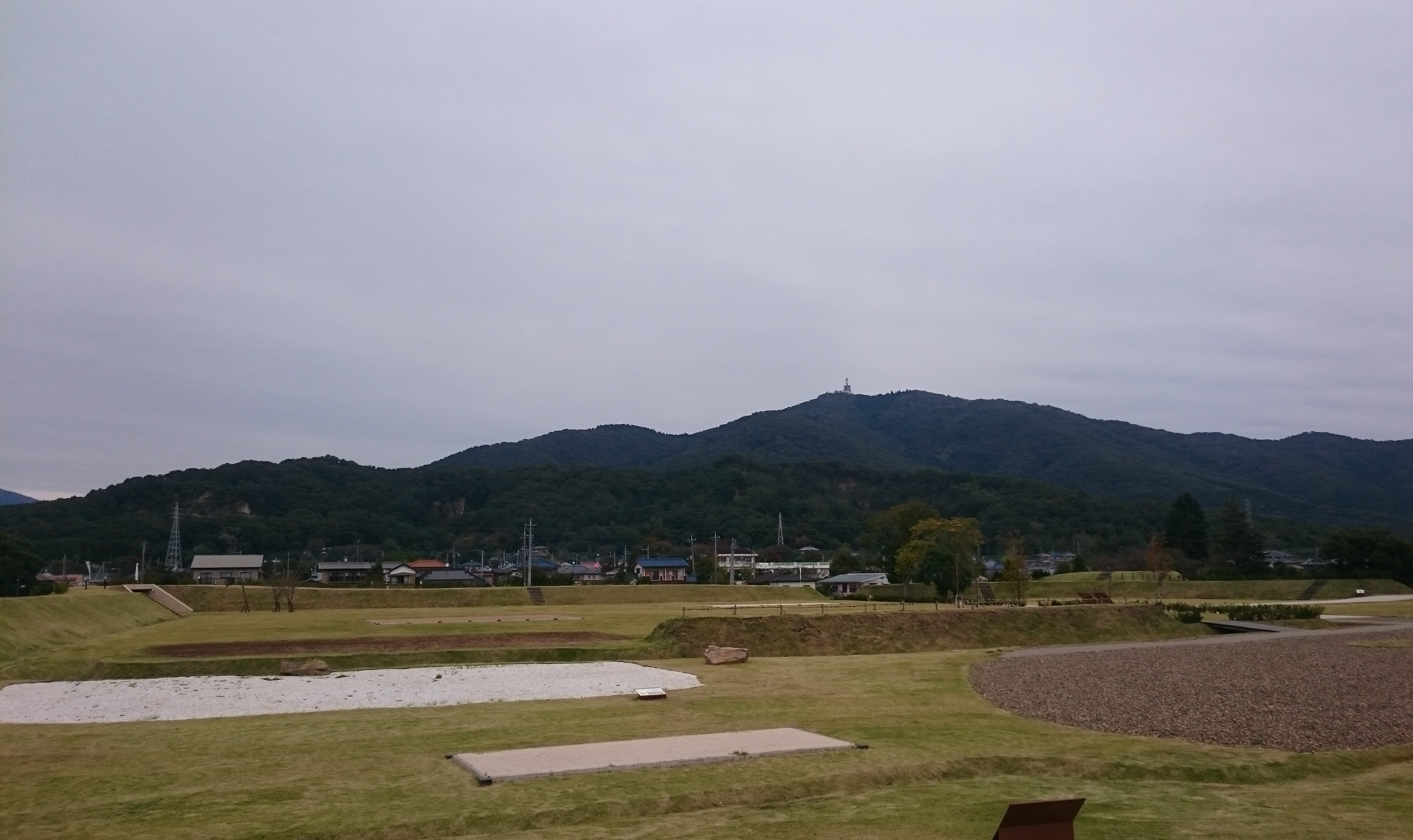
小田城跡歴史広場から宝篋山を望む
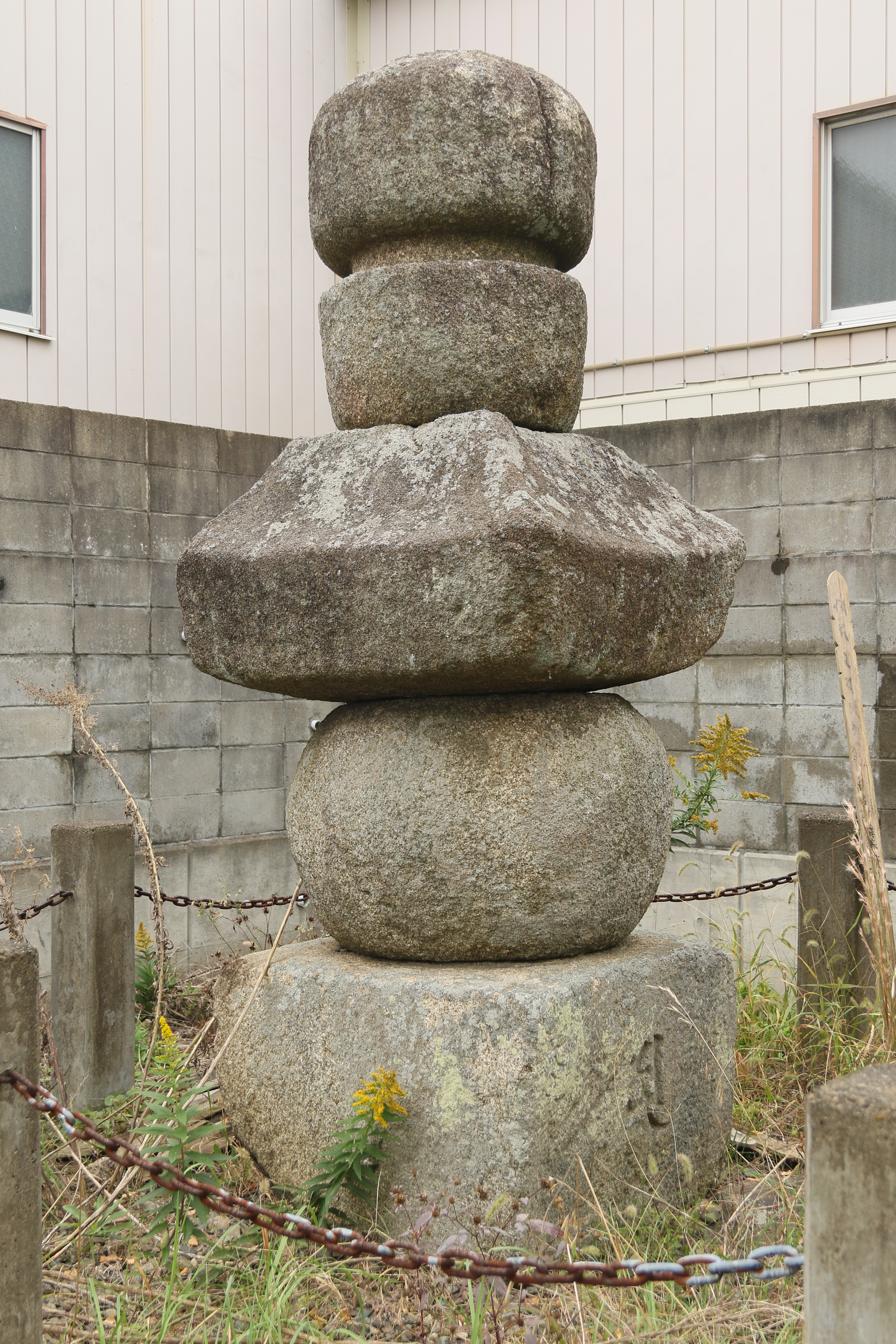
延寿院薬師堂の北にある、在銘のものでは茨城県内で三番目に古い[18]五輪塔（茨城県指定文化財[12]）
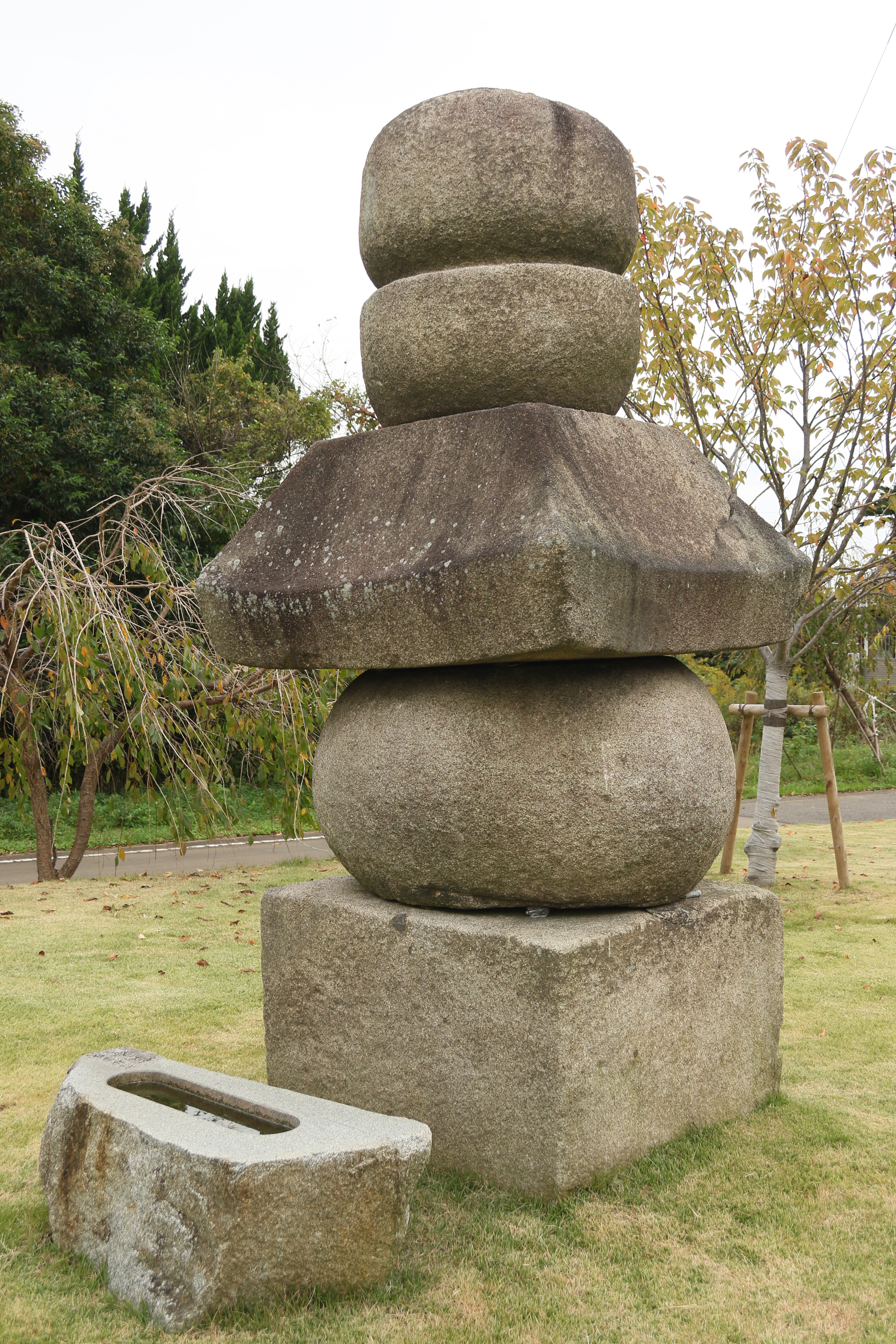
小田城鐘撞堂跡から小田城跡歴史ひろばに移設された[18]五輪塔
長久寺前の石造物群
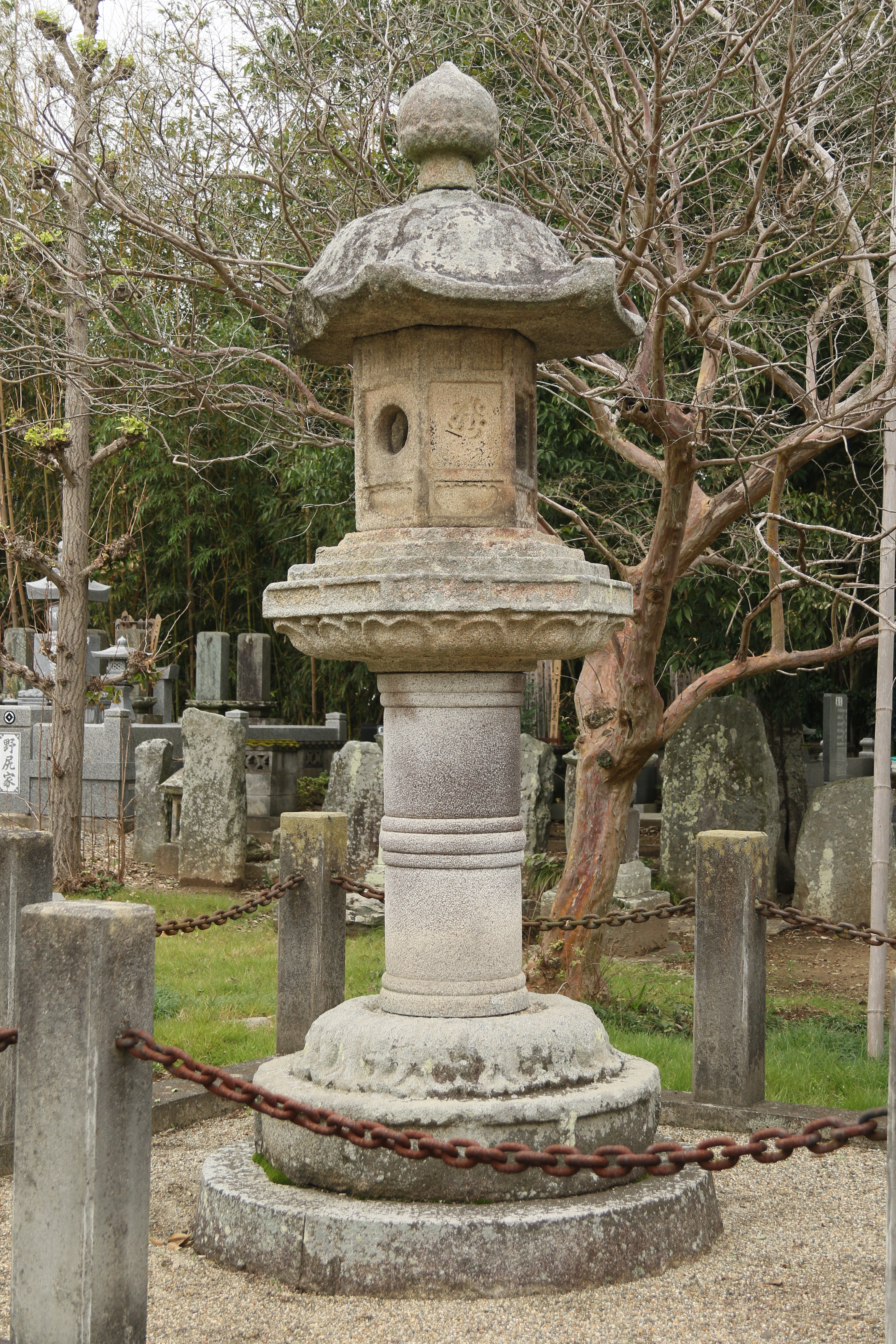
長久寺の石造灯篭（茨城県指定文化財[12]）
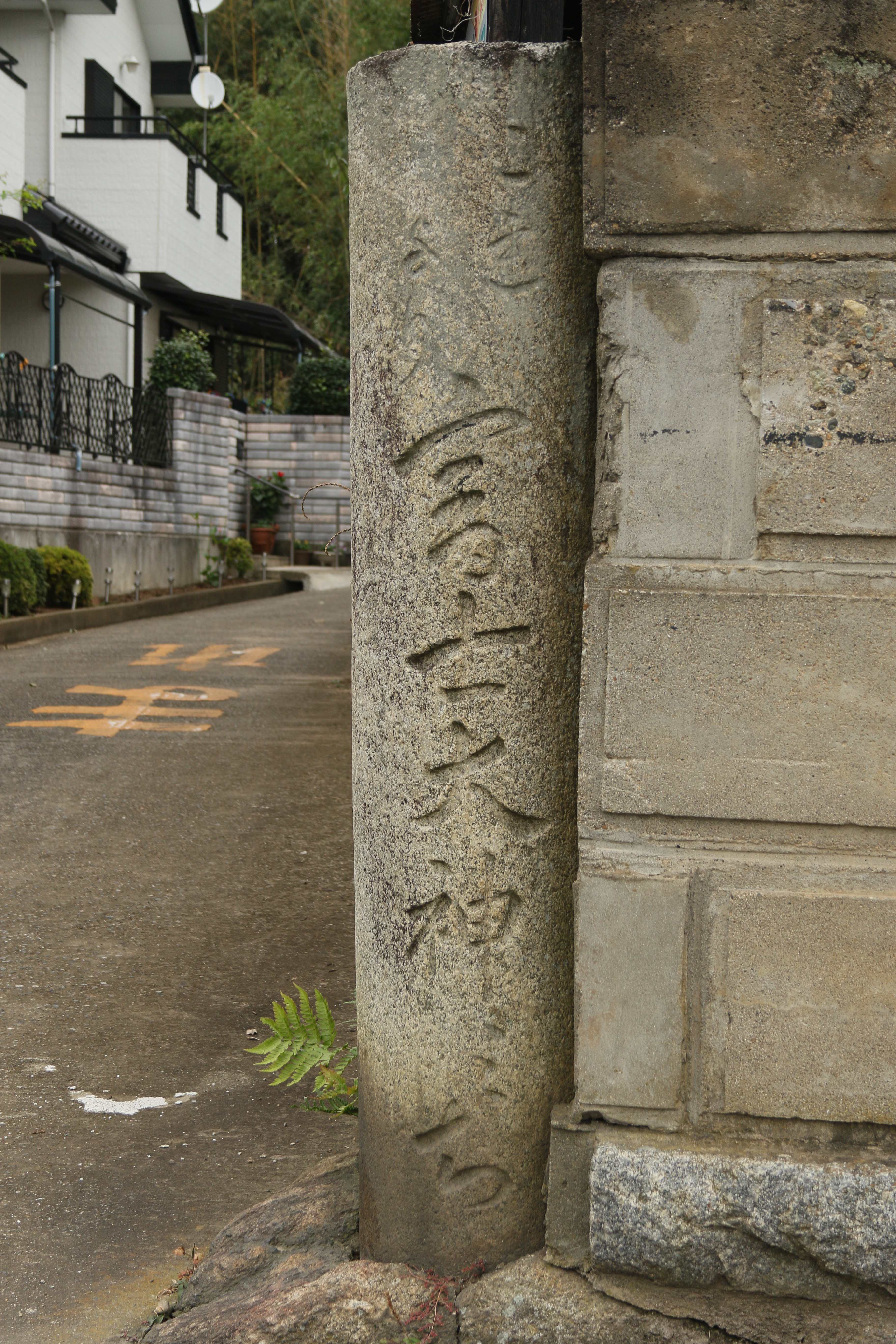
「これより富士大神みち」と刻まれた、宝篋山参道入口の石柱
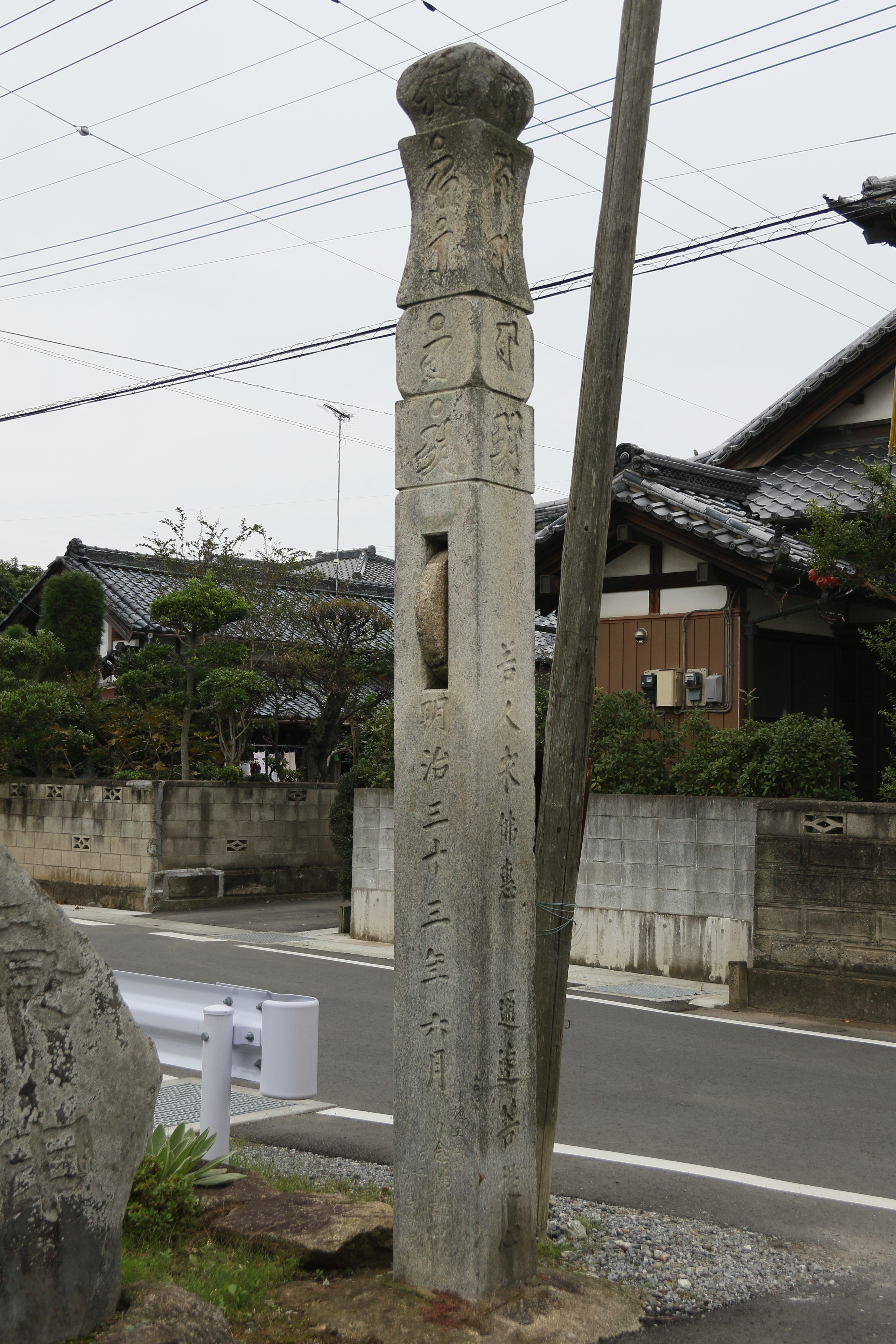
後生車
延寿院薬師堂前の享保九年銘十九夜供養塔